# Paolo Tiralongo
Paolo Tiralongo (Avola, Siracusa, Sicília, 8 de juliol de 1977) és un ciclista italià, professional des del 2000. Actualment corre a l'Astana Qazaqstan Team.
Després d'una llarga carrera com a gregari, en la qual no havia aconseguit cap victòria d'etapa, el 2009 va prendre part a la Volta a Espanya com a cap de files, finalitzant en vuitena posició final i estant sempre entre els millors en les etapes de muntanya.
El 2011 aconseguí la seva primera victòria com a professional, en guanyar en la 19a etapa del Giro d'Itàlia, amb final a Macugnaga. Tiralongo atacà a 3 km per a l'arribada, marxant en solitari cap a l'arribada, però a manca de 400 metres fou agafat per Alberto Contador, companys d'equip fins a l'any anterior, el qual el sobrepassà per indicar-li que el seguís i tot seguit cedir-li la victòria final.
El 2012 va guanyar l'etapa del Giro d'Itàlia que finalitzava a Rocca di Cambio, per davant de Michele Scarponi

## Palmarès
- 1998
  - 1r al Gran Premi de Poggiana
- 1999
  - 1r al Tríptic de les Ardenes
- 2004
  - Vencedor de la classificació de la muntanya del Tour Down Under
- 2011
  - Vencedor d'una etapa al Giro d'Itàlia
- 2012
  - Vencedor d'una etapa al Giro d'Itàlia
- 2015
  - Vencedor d'una etapa al Giro d'Itàlia
  - Vencedor d'una etapa al Giro del Trentino

### Resultats al Tour de França
- 2006. 70è de la classificació general
- 2008. 49è de la classificació general
- 2010. 54è de la classificació general
- 2011. Abandona (17a etapa)
- 2016. 74è de la classificació general

### Resultats al Giro d'Itàlia
- 2003. Abandona (12a etapa)
- 2005. 32è de la classificació general
- 2006. 15è de la classificació general
- 2007. 26è de la classificació general
- 2009. 38è de la classificació general
- 2010. Abandona (6a etapa)
- 2011. 19è de la classificació general. Vencedor d'una etapa
- 2012. 23è de la classificació general. Vencedor d'una etapa
- 2013. 99è de la classificació general
- 2014. 45è de la classificació general
- 2015. 19è de la classificació general Vencedor d'una etapa
- 2017. 83è de la classificació general

### Resultats a la Volta a Espanya
- 2000. 96è de la classificació general
- 2002. 43è de la classificació general
- 2007. Abandona (10a etapa)
- 2008. 27è de la classificació general
- 2009. 8è de la classificació general
- 2012. 38è de la classificació general
- 2013. 51è de la classificació general
- 2014. 33è de la classificació general
- 2015. Abandona (3a etapa)